# Simon Miklós (festő)
Simon Miklós (Szeged, 1937. szeptember 2.–) képzőművész.

## Pályafutása
1964 óta kiállító művész. Első munkái egy nemzetközi kiállításon, Párizsban szerepeltek. Azóta Európa szinte minden országába, az Amerikai Egyesült Államokba és távolkeletre jutottak el művei. A Szegedi Szépmíves Céh alapító tagja  és a Mester Tanoda Alapítvány alapítója.
Fő témaköre az ember, a természet és az ember által alakított környezet. Erős érzelmi kötődés fűzi Erdélyhez, amiről az ottani művésztelepeken készült alkotások tanúskodnak. Művészete szellemiségében, stílusában közel áll a hajdan nagyhírű Nagybányai Művésztelep alkotóinak törekvéseihez.
Művészi pályáját 2005-ben Berki Viola díjjal, 2006-ban, 2011-ben és 2015-ben Szeged Város Alkotói Díjjal ismerte el szülővárosa.
2014-ben Szegedért Emlékéremmel  tüntették ki.
2011-ben a 8. Firenzei Kortársművészeti Biennálén tűzzománc munkáival képviselte hazánkat.
Műhelyében tűzzománc magániskolát és nyári művésztelepet működtet fiataloknak és felnőtteknek tanítja a tűzzománc-technikák ismeretét.
1990. a Szegedi Szépmíves Céh egyik alapító tagja.
A Mester-Tanoda Alapítvány alapítója, ami a Dugonics András Piarista Gimnázium berkein belül művészeti oktatást folytat.
A Tápéi Tűzzománc Tanoda Alapítvány művészeti vezetője.
Magángyűjtemények őrzik munkáit Németországban, Ausztriában, Svájcban, Franciaországban, Oroszországban, Romániában-Erdélyben,Szlovákiában, Spanyolországban, Olaszországban, Thaiföldön, az USA-ban.
Fő témaköre a természet és az ember által alakított környezet. Erős érzelmi kötődés fűzi Erdélyhez, az ottani művésztelepeken készült alkotások tanúskodnak. Művészete szellemiségében, stílusában közel áll a hajdan nagyhírű Nagybányai Művésztelep alkotóinak törekvéseihez.

## Nemzetközi kiállítás
- 1964-től Szeged, Téli Tárlatok
- 1985. Budapest, Dunánál című nemzetközi kiállítás
- 1990. Szeged-Temesvár Nyári Tárlat
- 1991. Hódmezővásárhely, Őszi Tárlat
  - Szeged, JATE Aula- Szegedi Szépmíves Céh kiállítása
- 1993-2002. Hódmezővásárhely, Tavaszi és Őszi Tárlatok Tornyai Múzeum
- 1994. Szeged, Móra Ferenc Múzeum Képtára, „Szegedi festők” kiállítás
  - Szegedi Fesztivál Tálat, táblaképfestészeti triennálé
- 1995. Szegedi Nyári Tárlat
- 2002. IV. Tokaji Képző-és Iparművészeti kiállítás
- 2003-2004. Iparművészeti Múzeum, Vigadó Galéria, Budapest
- 2004-2007. Hódmezővásárhelyi Tavaszi Tárlat
- 2007. Alföldi Galéria, Hódmezővásárhely Őszi Tárlat
- 2007. Gorizia, Olaszország,Városi Galéria
- 2009. Orosháza, Városház Galéria, Kép-Tér Alkotócsoporttal
- 2010. Balatonkenese, Kultúra Háza, Kép-Tér Alkotócsoporttal
  - Szeged, Bálint Sándor Művelődési Ház, Kép-Tér Alkotócsoporttal
- 2011. 8. Kortársművészeti Biennálé Firenze, Fortezza da Basso
- 2012. Rovás Kortárs Képzőművészeti Csoport Baja, Eötvös József Műszaki Főiskola
- 2015. Szerbia, Szabadka Városháza, Szegedi Szépmíves Céh kiállítása
- 2016. Szerencs, Szegedi Szépmíves Céh kiállítása
  - Kiskunfélegyháza, Művelődési Központ, Kiskunsági-Bugaci Művésztelep kiállítása

## Jelentősebb egyéni kiállítások
- 1965. Szeged, Kollektív Műterem
- 1975. Szeged, Sajtóház Művészklub
- 1980. Budapest, Pénzügyminisztérium
- 1981-82. Szeged, JATE-Klub, Szeged, SZOTE Oktatási Központ
- 1981. Kecskemét, Gépipari és Automatizálási Főiskola
- 1974-95. MTA Szegedi Biológiai Központ
- 1994. Németország, Bad Windsheim, Kur Rezidenz Hotel
- 1995. Németország, Bad Colberg
- 1996. Németország, Rothenburg o. d. T. Kunstkreis Galerie
  - Szeged, Bálint Sándor Művelődési Ház
- 1997. Németország, Ulm, Magyar Kulturális Egyesület
  - Románia-Erdély, Szováta, Teleki Oktatási Központ
  - Románia, Erdély, Gyergyószentmiklós, Magyarok Háza
  - Románia, Arad, RMDSZ székház
- 2002. Siófok Polgármesteri Hivatal, Aranykagyló Fesztivál
  - Budapest, Magyar Borok Háza
  - Szeged, Bibliotéka Könyvtár, Költészet Napja
- 2003. Szeged, Bartók Béla Művelődési Központ „B” Galéria
  - Szentes, Művelődési Központ Galériája
- 2004. Magyarok Háza
- 2005. Dugonics András Piarista Gimnázium
  - Borsos Miklós Emlékház Gyergyócsomafalva Románia-Erdély
  - Művelődési Központ Gyergyószentmiklós Románia-Erdély
- 2006. Kiskunhalas Művelődési Központ Magyar Kultúra Napja Berki Viola-díj beszámoló kiállítás
  - Hortobágy Galéria
  - Kézműves Galéria nyitó kiállítása Szeged
  - Szegvár, Kastély
  - Nagybánya, Teleki Magyar Ház, Erdély, Románia
- 2007. Tornyai János Múzeum Hódmezővásárhely
  - Marosvásárhely, Bernády Ház, Barkos Beával
  - Bálint Közösségi Ház Budapest
  - Graz, Ganggalerie
- 2008. Makvalva művésztelep záró kiállítása
- 2009. Szeged, Belvárosi Galéria
  - Zsombó, Közösségi Ház tűzzománc kiállítás Barkos Beával
  - Orosháza, Képtár,
  - Mezőmadaras, Művésztelep záró kiállítása
- 2010. PrimArt Galéria Budapest V., Falk Miksa u. 3., Barkos Beával
  - Nyitott Műhely Egyesület, Veszprém, Barkos Beával
  - Németország, Ulm, Magyar Kultúregyesület
  - Polgári Szalon, Szeged
  - MTA Szegedi Biológiai Kutató Központ, Szeged
- 2011. Magyarok Háza Csontváry Terem, Budapest
  - 8. Kortárs Képzőművészeti Biennálé, Fitrenze, Fortezza da Basso és Firenzei Magyar Egyesület
- 2012. Szeged, Bálint Sándor Művelődési Ház, jubileumi kiállítás
  - TIK Őszi Kulturális Fesztivál
- 2013. Pápa, Református Gimnázium, Barkos Beával
- 2014. Szeged, Polgári Szalon
  -  Kecskemét, Erdei Ferenc Művelődési Központ, nemzetközi bugaci KEFAG művésztelep
- 2015. Szeged Heller Ödön Művelődési Ház Magyar Kultúra Napja
  -  Szegedi Tudományegyetem Rektori Hivatal
- 2016. Semmelweis Szalon, Budapest Orvostudományi Egyetem, Barkos Beával
  - Budapest, Hotel Intercontinental Orvos-kongresszus
  - Kiskunfélegyháza, Petőfi Sándor Városi Könyvtár
- 2017. Kálmán Imre Emlékház Siófok, Barkos Beával
- 2018. Baja, Bácskai Kultúrpalota
- 2019. Novi Sad Szerbia Egység Kultúrközpont             Zenta Szerbia Alkotóház             Kikinda Egység Kultúrház

## Művésztelepek
- Zebegény, Ásotthalom, Siófok, Makfalva (Románia,Erdély), Kőtelek, Bácskossuthfalva (Szerbia), Hajdúdorog- tűzzománc alkotótelep
- Kecskemét Nemzetközi Zománcművészeti Szimpózium, Mezőmadaras
- 1996-tól tűzzománc művésztelepet vezet Szeged-Tápén levő műhelyében
- Mezőmadaras (Románia, Erdély)
- Hajdúdorog, Tűzzománc Alkotótelep, Morelli Edit vezetésével
- Balatonkenese, Kép-Tér alkotócsoport művésztelepe
- 2012. Rovás Kortárs Képzőművészeti Csoport Kassa, Tihany
- 2012-16. KEFAG nemzetközi alkotótelep Bugac
- 2013. Mezőmadaras, Lövéte, Szentegyháza, Mezőbergenye, Baja, Fiume,Tihany, KEFAG nemzetközi alkotótelep Bugac
- 2014. Sövér Elek művésztelep nemzetközi alkotótábor Gyergyóalfalu
- 2014-16. KEFAG nemzetközi alkotótelep Bugac

## Díjazás
- 2005. Berki Viola-díj
- 2006, 2011, 2015. Szeged Város Alkotói-díj
- 2014. Szegedért Emlékérem

## Publikációk
- Tandi Lajos: Szegedi festők
- Dér Endre: Simon Miklós kiállítása Szegeden, Művészet, 1967.
- Dér Endre: Párbeszéd a művészetről, Bába és Társa Kiadó, 1998.
- Nyilas Péter: A fény tiszta forrás, Délmagyarország, 1998. V. 30.
- Farbenfrohe bilder zum früchling Frankraicher Unzeiger 1998.03.30.
- Die Natur in leuchtenden Farben Bad Windsheim 1997. Übersteigerte
- Farbigheit und Lebhafte Strukturen Frankisher Unseiger 1998.04.10.
- Nagy Botond:Tűzvirágok, zománckirályok, Marosvásárhely, Népújság, 2007.04.07.
- Nagy Miklós Kund: Tűzben fogant szépség, Marosvásárhely, Múzsa, 2007.04.14.
- Antal Erika: Műalkotás fémre olvasztott üvegből, Marosvásárhely
- Krónika, 2007.04. 06.
- Máté Zsuzsanna: Kezdet és vég. Barkos Bea és Simon Miklós művészetéről, Szeged A Város folyóirata 21. évfolyam, 8. szám 35-37. pp.
- Barkos Beáta és Simon Miklós a biennálén Délmagyarország. 2010. november 23.
- Európai festőművészek, grafikusok 1246-2006 művészeti lexikon 2007. Keszthely
- Who is who Magyarországon –Magyarország vezető személyiségeinek életrajzi enciklopédiája- szócikk Simon Miklós 2118., Hübners Who is who 2012.
- Galéria a Bernády házban, Nagymiklós Kund:Tűzben fogant szépség Dr .Bernády György Közművelődési Alapítvány, Marosvásárhely 2009. 50pps
- Marton Árpád: Marasztalások Simon Miklós képei között, Szeged, A város folyóirata 2015. február, 34-35. pps
- A Szegedért emlékérem díjazottjai Szeged, A város folyóirata 2013. május,
- Marton Árpád: Fény(t)örvények Simon Miklós kiállítása elé Szeged, A város folyóirata 2014. március, 48..pps
- Máté Zsuzsanna: Kezdet és vég. Barkos Bea és Simon Miklós művészetéről, Szeged, A város folyóirata 2009. augusztus, 35-37. pps
- Marton Árpád: Rekesz-románcok, fény-orgonák, Simon Miklós életművének margójára,Mértékadó Új Ember Kiadó 2016. január 18-24. Új Ember Kiadó
- Marton Árpád: Krisztusok,portrék, Toronyirány, 2016. Gerhardus Médiaközpont Kft, 26. pps
- Magyar Belorvos Archívum 2016. címlap
- Marton Árpád: Egyetemes vitalitás A szív 2014. július-augusztus, 79-84. pps
- Marton Árpád:Az akvarell egy kissé mágia. Tapintatos törvény a lét megejtő örvényében Képmás,2013. 3. szám, 87 pp
- Kakucsi László: Vissza a gyökerekhez, Kapu, az értelmiség magyar folyóirata, 2012. 2. szám, 66. pp